# Буравський Микола Олександрович
Микола Олександрович Буравський (нар. 25 червня 1940, Бровки Перші, нині Андрушівського району Житомирської області — 1 березня 2021) — український музикознавець, фольклорист. Народний артист України (1998). Художній керівник Київського академічного театру українського фольклору «Берегиня» з 1988 року, член Центрального правління Всеукраїнського товариства «Просвіта» ім. Т.Шевченка.

## Біографічні відомості
Народився 25 червня 1940 року. В 1972-83 роках був диригентом Капели бандуристів України, керівником фольклорного ансамблю "Укрконцерту".
Депутат Дніпровської районної в м. Києві ради двох скликань. Генерал-хорунжий Війська Запорозького.
Помер 1 березня 2021 року.

### Нагороди та визнання
- 1994, 4 травня — Заслужений артист України — «…за значний особистий внесок у розвиток української культури, високу професійну майстерність…»[5]
- 1996 — Лауреат міжнародної премії (КНДР)
- Почесна грамота Кабінету Міністрів України
- Почесна відзнака Міністерства культури і мистецтв України «За досягнення в розвитку культури і мистецтва»
- 2017 — Лауреат Всеукраїнської премії імені Івана Огієнка
- 2020 - Нагороджений орденом Князя Ярослава Мудрого 5 ступеня